# Geoffroy de Vassali
Geoffroy de Vassali ou de Vassal,  mort  à Tours le 16 octobre  1446,  est un prélat français du XVe siècle . 
Geoffroy de Vassali est président au parlement de Paris et est élu archevêque de Vienne en 1440. Il passe à l'archidiocèse de Lyon en 1444, mais meurt en 1446.